# Okres Muri
Okres Muri je jedním z 11 okresů v kantonu Aargau ve Švýcarsku. 
V prosinci 2019 zde žilo 36 858 obyvatel. Administrativním centrem okresu je obec Muri.

## Geografie
Okres se rozkládá na jihovýchodě kantonu Aargau. Jeho východní hranici tvoří řeka Reuss, která teče z jihu na sever. Při západní hranici se táhne podlouhlý horský hřeben Lindenberg. Nadmořská výška území je zhruba od 380 m n. m. v údolí řeky Reuss až po zhruba 855 m n. m. Celková rozloha okresu je 138,95 km².
Sousedními okresy jsou:
- okres Bremgarten na severu
- okres Affoltern (kanton Curych) na východě
- kanton Zug (nedělí se na okresy) na jihovýchodě
- okres Lucern (kanton Lucern) na jihu
- okres Hochdorf (kanton Lucern) na západě
- okres Lenzburg na severozápadě

## Obce v okresu
Okres Muri tvoří celkem 19 obcí:
- Abtwil
- Aristau
- Auw
- Beinwil
- Besenbüren
- Bettwil
- Boswil
- Bünzen
- Buttwil
- Dietwil
- Geltwil
- Kallern
- Merenschwand
- Muri
- Mühlau
- Oberrüt
- Rottenschwil
- Sins
- Waltenschwil